# Affaire en diffamation contre Maharaj
 (septembre 2024).
 (décembre 2024).
L’affaire en diffamation de Maharaj est un procès qui s'est déroulé en 1862 devant la Haute Cour de Bombay, dans la présidence de Bombay, en Inde britannique.

## Déroulement
L'affaire a été déposée par Jadunathjee Brajratanjee Maharaj, contre le journaliste réformiste Karsandas Mulji et l'éditeur Nanabhai Rustomji Ranina. Elle a été déposée en raison d'un article éditorial qu'ils ont publié accusant la secte Pushtimarg (courant hindou vaishnava fondé par Vallabhacharya). Cette affaire a mis en lumière les conflits entre les pratiques sociales traditionnelles mais controversées telles que le charan seva (actes de dévotion et respect envers les gourous) et les idées réformistes émergentes dans l'Inde coloniale, attirant une attention publique significative et des éloges pour les efforts de Karsandas Mulji,,,.